# Алиева, Фируза Аллахверен кызы
Фируза Аллахверен кызы Алиева (азерб. Firuzə Allahverən qızı Əliyeva; 24 февраля 1912, Зангезурский уезд — ?) — советский азербайджанский хлопковод, Герой Социалистического Труда (1948).

## Биография
Родилась 24 февраля 1912 года в селе Зарнали Зангезурского уезда Елизаветпольской губернии (ныне Зангеланский район Азербайджана).
В 1930—1956 годах колхозница, звеньевая, бригадир колхоза «Бакинский рабочий» (бывший имени Молотова) Зангеланского района Азербайджанской ССР. В 1947 году получила урожай хлопка 99,8 центнеров с гектара на площади 3,5 гектаров.
С 1957 года пенсионер союзного значения.
Указом Президиума Верховного Совета СССР от 10 марта 1948 года за получение в 1947 году высоких урожаев хлопка Алиевой Фирузе Аллахверен кызы присвоено звание Героя Социалистического Труда с вручением ордена Ленина и золотой медали «Серп и Молот».